# ماریاتو دیارا
ماریاتو دیارا (انگلیسی: Mariatou Diarra؛ زادهٔ ۲۰ نوامبر ۱۹۸۵)  بازیکن زن بسکتبال اهل مالی است. وی در بازی‌های المپیک تابستانی ۲۰۰۸ شرکت کرده‌است.